# Đổng Trọng Thư
Đổng Trọng Thư (tiếng Trung: 董仲舒; Wade–Giles: Tung Chung-shu; 179 TCN - 104 TCN) là nhà triết học duy tâm, chính trị gia và nhà văn thời Tây Hán. Theo truyền thống, ông gắn liền với việc đề cao Nho giáo như là hệ tư tưởng chính thức của nhà nước đế quốc Trung Hoa. Ông ủng hộ thờ trời hơn truyền thống tôn giáo thờ cúng ngũ hành. Cuối cùng, ông bị đối thủ Công Tôn Hoằng điều chức làm Tướng quốc ở Duy Phường, Công Tôn Hoằng đã khiến Đổng Trọng Thư rút lui một phần khỏi đời sống chính trị và những lời giáo huấn của ông đã được lưu truyền từ khi đó. Tuy nhiên, Đổng Trọng Thư dường như có ảnh hưởng lớn trong triều đình trong những thập kỷ cuối đời dẫn đến điều đó. Tiểu sử của ông được ghi trong sử ký Tư Mã Thiên, "Nho lâm liệt truyện"; Hán thư, "Đổng Trọng Thư truyện", Tân luân, "Bản tạo".

## Tiểu sử
Đổng Trọng Thư được sinh ra ở Hành Thủy, Hồ Bắc ngày nay vào năm 179 trước Công nguyên. Nơi sinh của ông gắn liền với làng Ôn Thành (溫城鄉, bây giờ nằm ở huyện Cảnh)). Vì vậy, trong Xuân Thu bàn lộ, ông đã từng được nhắc đến là Lãnh chúa Đổng ở Ôn Thành (溫城董君).
Ông xuất thân trong một gia đình đại địa chủ, thuở nhỏ đã khổ công học tập, nổi tiếng là "ba năm không ngó tới điền viên" nhằm dốc lòng nghiên cứu Công dương Xuân Thu truyện. Thời Hán Cảnh Đế (156 TCN - 141 TCN) đã nhậm chức Bác sĩ (quan chuyên giảng dạy về kinh điển của Nho gia). Lúc Hán Vũ Đế (140 TCN -87 TCN) chọn người hiền lương có học vấn, ông lần lượt vâng chiếu ba lần trả lời đối sách, dâng vua bài Thiên nhân tam sách nổi tiếng. Vũ Đế đánh giá cao kiến nghị "bãi bỏ bách gia, độc tôn Nho học", rất mau chóng tiếp nhận ý kiến này, lại bổ nhiệm ông làm Tướng quốc cho Dịch vương ở Giang Đô. Sau này do ca ngợi những biến cố tai dị (sự trừng phạt của thiên nhiên đối với con người), khuyên giải Vũ Đế vì đã giết hại đại thần thân cận, làm cho Vũ Đế phẫn nộ, ông bị cách chức và bị nhốt vào ngục và gần như sẽ bị hành quyết. Nhờ sự bảo vệ của Tể tướng Công Tôn Hoằng, ông được thả ra và được giao giữ chức Tướng quốc của Giao Tây vương.
Tư tưởng của Đổng Trọng Thư đã tích hợp vũ trụ quan Âm Dương vào khuôn khổ đạo đức Nho giáo. Ông nhấn mạnh tầm quan trọng của Kinh Xuân Thu, xem nó như nguồn gốc cho các ý tưởng chính trị và siêu hình, tiếp nối truyền thống của Công Dương truyện trong việc tìm kiếm những ý nghĩa sâu xa hàm chứa trong tác phẩm. Ông cũng được coi là người khởi xướng học thuyết Thiên Nhân Cảm Ứng, đưa ra các quy tắc để quyết định tính hợp pháp của một vị quân vương cũng như cung cấp một bộ kiểm tra và sự cân bằng đe một vị quân vương trị vì.

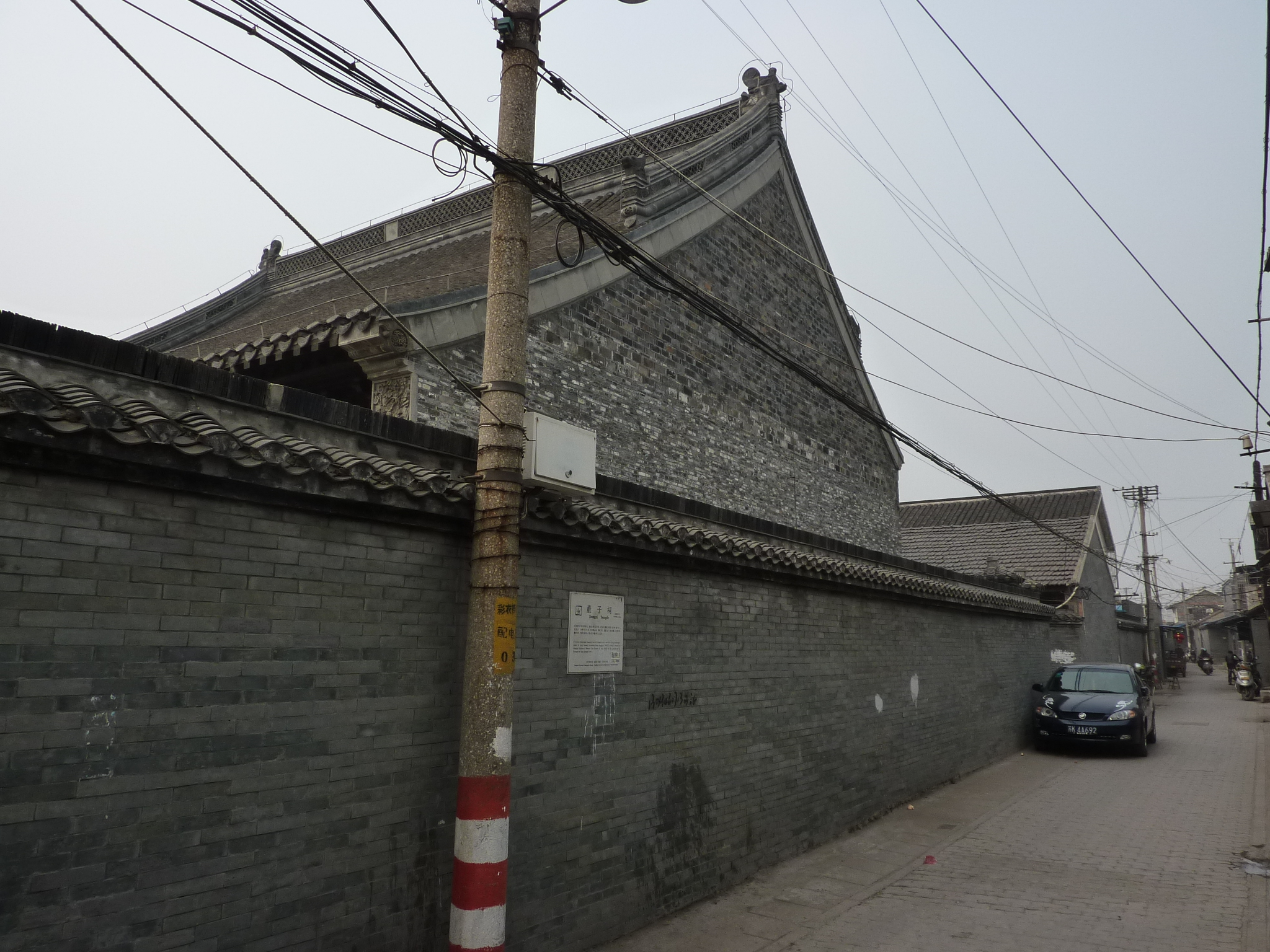
Đền thờ Đổng Trọng Thư ở Dương Châu

Có hai tác phẩm được cho là của Đổng Trọng Thư, một trong số đó là Cử Hiền Lương Đối Sách gồm ba chương, được lưu giữ trong Hán thư. Một trong những tác phẩm lớn khác của ông còn tồn tại cho đến nay là Xuân Thu bàn lộ gồm 82 chương. Xuân Thu bàn lộ mang dấu ấn của nhiều tác giả. Liệu tác phẩm có phải do chính Đổng Trọng Thư viết hay không đã được một số học giả như Chu Hi, Cheng Yanzuo, Dai Junren, Keimatsu Mitsuo và Tanaka Masami đặt nghi vấn. Các học giả hiện nay bác bỏ vì tất cả các đoạn thảo luận về ngũ hành được bổ sung sau này và phần lớn phần còn lại của tác phẩm cũng đáng nghi ngờ. Hợp lý nhất là coi nó như một tập hợp các chương không liên quan hoặc liên quan lỏng lẻo và các tác phẩm ngắn hơn, có thể được chia thành năm loại. Hầu hết đều có liên quan ít nhiều đến Công Dương truyện và trường phái của nó và được viết bởi một số người khác nhau vào những thời điểm khác nhau trong suốt thời nhà Hán.
Các nguồn quan trọng khác về cuộc đời và tư tưởng của Đổng Trọng Thư bao gồm bài phú Sự thất vọng của học giả, tiểu sử của ông được đưa vào Hán thư, âm dương và lý thuyết về phản ứng kích thích được ghi nhận ở nhiều đoạn khác nhau của phần "Luận về Ngũ hành" trong Hán thư và các đoạn thảo luận về luật của ông. Lý thuyết của Đổng Trọng Thư về 'nguyên khí' (yuanqi hay 元氣), Ngũ hành và sự phát triển của lịch sử sau này đã được nhà cải cách cuối thời nhà Thanh Khang Hữu Vi áp dụng và sửa đổi để biện minh cho lý thuyết của ông về sự tiến bộ thông qua chính trị cải cách. (Xem Kang Youwei 1987: Kang Youwei Quanji: Tập một và hai. Shanghai Guji Chubanshe). Tuy nhiên, người ta đã đặt câu hỏi rằng Khang Hữu Vi liệu đã hiểu đúng tư tưởng của Đổng Trọng Thư hay chưa. (Kuang Bailin 1980: Kang Youwei de zhexue sixiang. Bắc Kinh: Zhongguo shehui kexue chubanshe).

### Tác phẩm được trích dẫn
- Wm. Theodore de Bary and Irene Bloom (ed.) (1999) Sources of Chinese Tradition (2nd edition), Columbia University Press, 292-310.
- David W. Pankenier (1990). "The Scholar's Frustration" Reconsidered: Melancholia or Credo?, Journal of the American Oriental Society 110(3):434-59.
- Arbuckle, G. (1995). Inevitable treason: Dong Zhongshu's theory of historical cycles and the devalidation of the Han mandate, Journal of the American Oriental Society 115(4).
- Sarah A. Queen (1996). From Chronicle to Canon: The Hermeneutics of the Spring and Autumn Annals according to Tung Chung-shu, Cambridge University Press.